# Psybient

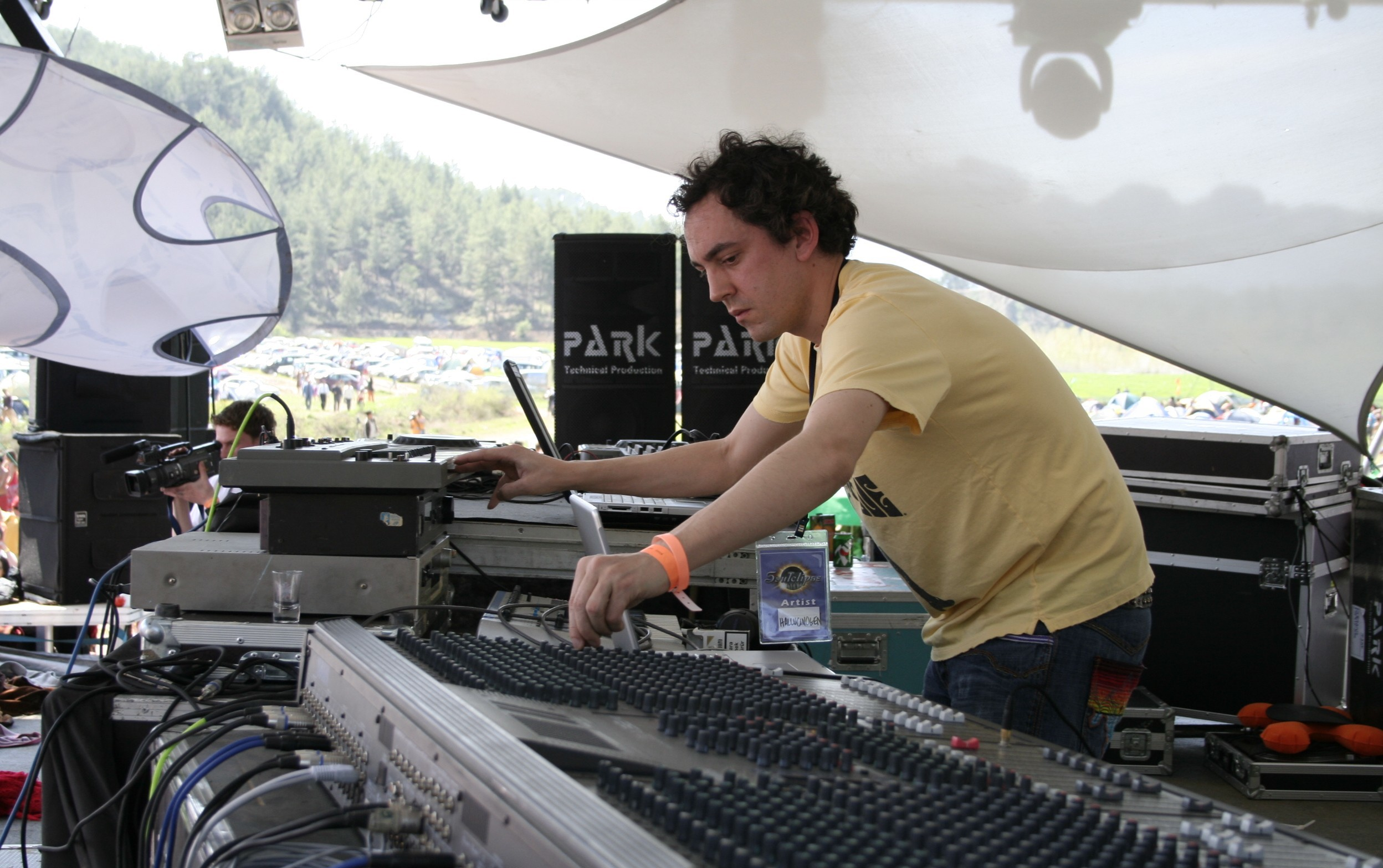
Simon Posford también conocido como Hallucinogen en Soulclipse en Türkiye el 29 de marzo de 2006

El psybient, también llamado PSYchedelic amBIENT (ambiente psicodélico; de ahí su apócope), goa ambient y más comúnmente psychill y psydub en la escena goa y psytrance, es un género de música electrónica que mezcla elementos del trance psicodélico, ambient, world music, new age, y hasta "ethereal wave". Se lo llama así por combinar elementos de música Ambient con estética de Psicodelia. Lo suele influenciar el dub, pero también el glitch. Las piezas del Psybient usualmente se estructuran alrededor del concepto de crear un "viaje sonoro" o "viaje musical". Se diferencia del Psytrance al enfocarse más en crear una experiencia musical que puede experimentarse en el tiempo de un álbum de larga duración, esto enfatizando menos en que los ritmos concuerden, y crea una diversidad de dinámicas. Algunos artistas de psybient son Shpongle, Entheogenic, Bluetech, Shulman, Kick Bong, The Mystifying Oracle, Carbon Based Lifeforms, The London Vampire Panic y Younger Brother.

## Ejemplos de artistas pioneros del psybient
- Aes Dana
- Asura
- Carbon Based Lifeforms
- Cell
- Chronos
- Green Beats
- Key-G
- Kuba
- Shpongle
- Shulman
- Solar Fields

- Datos: Q749475
- Multimedia: Psybient / Q749475